# ایونیکی
ایوْنیکی (به لهستانی:  Iwniki) یک روستا در لهستان است که در گمینا شوجیاوُوُ واقع شده‌است.